# Équipe de Lettonie féminine de basket-ball
Cet article traite de l'équipe féminine. Pour l'équipe masculine, voir Équipe de Lettonie masculine de basket-ball.
Maillots
L’équipe de Lettonie féminine de basket-ball est l'équipe nationale qui représente la Lettonie dans les compétitions internationales féminines de basket-ball. Elle est placée sous l'égide de la Fédération de Lettonie de basket-ball (LBS). L'équipe est affiliée à la FIBA depuis 1932.
La Lettonie, après avoir évolué de manière indépendante, fait, de 1950 à 1991, partie de l'URSS et les joueuses évoluant avec l'Union soviétique.

## Résultats

### Palmarès
| Compétitions mondiales                             | Compétitions continentales |
| -------------------------------------------------- | -------------------------- |
| - Jeux olympiques - Néant - Coupe du monde - Néant | - EuroBasket - Néant       |

## Parcours en compétitions internationales

### Jeux olympiques
| Année | Position                      |      | Année         | Position |               | Année | Position |
| 1976  | Membre de l' Union soviétique | 1996 | Non qualifiée | 2016     | Non qualifiée |       |          |
| 1980  | Membre de l' Union soviétique | 2000 | Non qualifiée | 2020     | Non qualifiée |       |          |
| 1984  | Membre de l' Union soviétique | 2004 | Non qualifiée | 2024     | Non qualifiée |       |          |
| 1988  | Membre de l' Union soviétique | 2008 | 9e            | 2028     | -             |       |          |
| 1992  | Membre de l' Équipe unifiée   | 2012 | Non qualifiée | 2032     | -             |       |          |

### Coupe du monde
| Année | Position                      |      | Année                         | Position |               | Année | Position |
| 1953  | Membre de l' Union soviétique | 1979 | Membre de l' Union soviétique | 2006     | Non qualifiée |       |          |
| 1957  | Membre de l' Union soviétique | 1983 | Membre de l' Union soviétique | 2010     | Non qualifiée |       |          |
| 1959  | Membre de l' Union soviétique | 1986 | Membre de l' Union soviétique | 2014     | Non qualifiée |       |          |
| 1964  | Membre de l' Union soviétique | 1990 | Membre de l' Union soviétique | 2018     | 13e           |       |          |
| 1967  | Membre de l' Union soviétique | 1994 | Non qualifiée                 | 2022     | Non qualifiée |       |          |
| 1971  | Membre de l' Union soviétique | 1998 | Non qualifiée                 | 2026     | -             |       |          |
| 1975  | Membre de l' Union soviétique | 2002 | Non qualifiée                 | 2030     | -             |       |          |

### EuroBasket
| Année | Position                      |      | Année                         | Position |               | Année | Position |
| 1938  | Non qualifiée                 | 1976 | Membre de l' Union soviétique | 2003     | Non qualifiée |       |          |
| 1950  | Membre de l' Union soviétique | 1978 | Membre de l' Union soviétique | 2005     | 6e            |       |          |
| 1952  | Membre de l' Union soviétique | 1980 | Membre de l' Union soviétique | 2007     | 4e            |       |          |
| 1954  | Membre de l' Union soviétique | 1981 | Membre de l' Union soviétique | 2009     | 7e            |       |          |
| 1956  | Membre de l' Union soviétique | 1983 | Membre de l' Union soviétique | 2011     | 8e            |       |          |
| 1958  | Membre de l' Union soviétique | 1985 | Membre de l' Union soviétique | 2013     | 15e           |       |          |
| 1960  | Membre de l' Union soviétique | 1987 | Membre de l' Union soviétique | 2015     | 13e           |       |          |
| 1962  | Membre de l' Union soviétique | 1989 | Membre de l' Union soviétique | 2017     | 6e            |       |          |
| 1964  | Membre de l' Union soviétique | 1991 | Membre de l' Union soviétique | 2019     | 11e           |       |          |
| 1966  | Membre de l' Union soviétique | 1993 | Non qualifiée                 | 2021     | Non qualifiée |       |          |
| 1968  | Membre de l' Union soviétique | 1995 | Non qualifiée                 | 2023     | 13e           |       |          |
| 1970  | Membre de l' Union soviétique | 1997 | Non qualifiée                 | 2025     | Non qualifiée |       |          |
| 1972  | Membre de l' Union soviétique | 1999 | 9e                            | 2027     | -             |       |          |
| 1974  | Membre de l' Union soviétique | 2001 | Non qualifiée                 | 2029     | -             |       |          |

## Joueuses célèbres ou marquantes
- Gunta Baško-Melnbārde
- Anete Jēkabsone-Žogota